# Kościół Najświętszego Serca Jezusowego w Słupsku

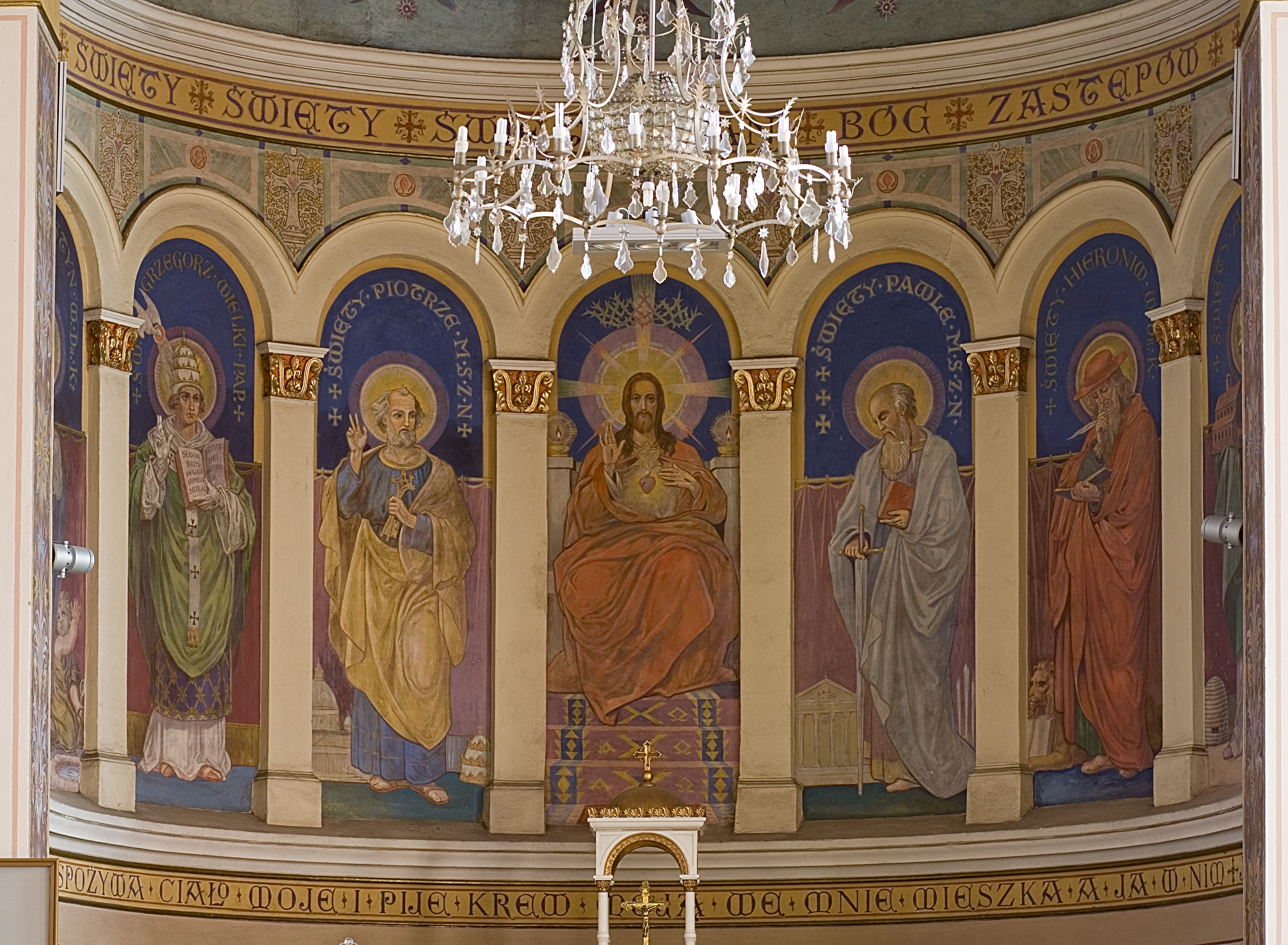
Nawa Główna

Kościół Najświętszego Serca Jezusowego w Słupsku – kościół został wzniesiony w 1869 r. na starym pogańskim miejscu kultowym (została znaleziona tu płyta kamienna z wyobrażeniem bożka), gdzie po wprowadzeniu chrześcijaństwa postawiono najstarszy kościół Słupska pod ówczesnym wezwaniem św. Piotra. Kościół wzmiankowany w dokumencie wystawionym przez księcia gdańskiego Mściwoja II w 1281 r. pełnił już wówczas, jako jedyny, funkcje parafialne.